# Automatisiertes Liegenschaftsbuch
Das Automatisierte Liegenschaftsbuch (ALB) wurde aus dem früher manuell geführten Katasterbuchwerk entwickelt und enthält dessen Inhalt in digitaler Form. Im ALB sind die Daten sämtlicher Flurstücke gespeichert.
Das ALB ist Teil des amtlichen Verzeichnisses der Grundstücke, nach dem laut Grundbuchordnung die Grundstücke im Grundbuch benannt werden (§2 Abs. 2 GBO).
Das ALB gliedert sich nach Gemarkungen, Fluren und diese wiederum in Flurstücke. Flurstück ist die Bezeichnung der Flächen, die im ALB unter einer Nummer gebucht werden. Das Flurstück kann dabei in Flächen verschiedener Nutzungsart (z. B. Wald und Acker) unterteilt sein. Landwirtschaftlich genutzte Flächen können zusätzlich nach ihrer Qualität klassifiziert werden. Die Buchungseinheit für Flächen im Grundbuch ist das Grundstück. Es kann aus einem oder mehreren Flurstücken bestehen.
Das ALB enthält auch personenbezogene Daten, die dem Datenschutz unterliegen. Die betreibenden Vermessungsverwaltungen haben geeignete und organisatorische Maßnahmen zum Schutz vor unberechtigten Zugriffen auf die ALB-Daten getroffen. Das ALB ist in das Datenschutzregister aufgenommen.
Das ALB ist kein Geoinformationssystem, da die Flurstücksdaten nur adresskodiert vorliegen. Der korrekte Raumbezug wird mit der Automatisierten Liegenschaftskarte (ALK) hergestellt.
Das Nachfolgeverfahren ALKIS wird die Daten von ALB und ALK zusammenfassen. Durch diese Zusammenfassung werden die Probleme der Datenredundanz und damit die Fehlerquellen aufgrund nicht identischer Datensätze behoben. Dies war eines der Hauptprobleme in der Anwendung des ALB und der ALK, da beide Datensätze parallel gepflegt werden mussten, um eine reibungslose Verknüpfung zu ermöglichen.

## Andere Länder
- GDB (Österreich)